# Biești
Biești è un comune della Moldavia situato nel distretto di Orhei di 3.037 abitanti al censimento del 2004

## Località
Il comune è formato dall'insieme delle seguenti località (popolazione 2004):
- Biești (1.402 abitanti)
- Cihoreni (938 abitanti)
- Slobozia-Hodorogea (697 abitanti)